# Планула

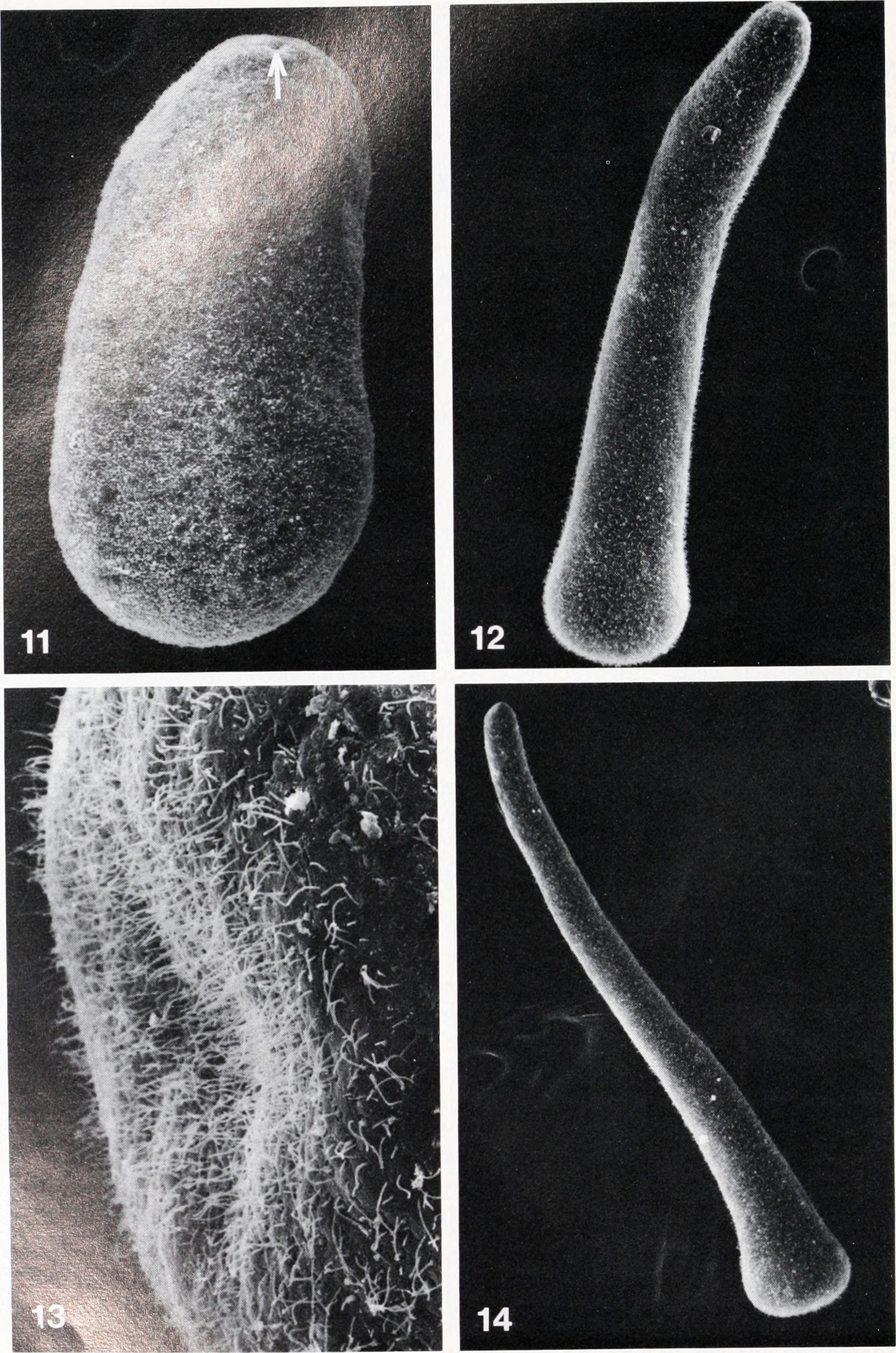
Планули на різних етапах свого розвитку

Планула — личинкова стадія в життєвому циклі кнідарій. Це організм овальної форми, величиною до 1-1,5 мм, із заокругленим переднім кінцем та двобічною симетрією.
Планула являє собою організм, складений двома типами клітин: зовнішній покрив (ектодерму) утворюють пласкі клітини із війками, завдяки биттю яких личинка рухається в товщі води; всередині планули знаходиться маса менш диференційованих клітин (ентодерма), що оточує зачаткову кишкову порожнину.
Планули можуть мати ротовий отвір та вдаватись до самостійного живлення (як у коралів та актиній), або не мати рота та не живитись взагалі (як в класі Гідроїдні).
Завдяки планктонному способу життя, а також здатності до активного пересування, планули відіграють значну роль в розселенні свого виду, особливо у випадках, коли в життєвому циклі даного виду немає інших рухливих форм (Anthozoa, деякі Hydrozoa). Період життя планули може у різних видів коливатись від кількох годин до 15-20 діб. Після періоду активного плавання планула осідає на дно та розвивається в поліп, або в медузу (у тих таксонів, де стадія поліпа в життєвому циклі редукована).
У деяких видів (наприклад, в класі Сцифоїдні) планули після утворення із заплідненого яйця можуть не вести вільний спосіб життя, а залишатись прикріпленими до материнської особини медузи.
У ряді випадків (наприклад, в родині Narcomedusae класу Гідроїдні) планули можуть нестатево розмножуватись шляхом брунькування, але звичайно кожна планула дає початок лише одному дорослому організму (медузі або поліпу).